# 津田雅美
津田 雅美（つだ まさみ、1970年7月9日 - ）は、日本の漫画家。神奈川県出身。血液型はO型。
1992年、「会えてよかった」で第17回白泉社アテナ新人大賞を受賞。1993年、同作品が『増刊LaLa ミステリースペシャル』1993年3月10日号（白泉社）に掲載されデビュー。以後、『LaLa』『LaLa DX』（いずれも白泉社）を中心に活躍。
代表作は『彼氏彼女の事情』（通称：「カレカノ」）で、本作品は庵野秀明監督によりアニメ化され、テレビ東京系にて1998年10月から1999年3月まで放映された（全26話）。

## 人物
- あまり少女漫画は読まず、中学生のころまでは漫画の読み方さえいまいちわかっていなかった。しかし、高校入学前の春休みに「急に急に」理解し、多くの作品を読み始めた[3]。
- 日本の歴史や文化が好きで、中でも相撲・柔道・歌舞伎を好む。特に相撲は、力士は安美錦、実況アナウンサーは吉田賢に心酔している[4]。本人のこの嗜好は「ちょっと江戸まで」で生かされており、「歌舞伎好きで相撲好きったら江戸だろうって気も」と記している。ただし、同作連載前は「江戸だけはありえない」と言っていた[5]。
- 海外の文化では、ドラマは『朱蒙』（韓国）、『デスパレートな妻たち』（アメリカ）、『アグリー・ベティ』（アメリカ）を好んで視聴していた[6]。また、アーティストはマイケル・ジャクソンを好んでおり、本人の作業場に新人が入ってきたときは必ず彼のプロモーションビデオを鑑賞させ、その偉大さを知らしめることにしている[7]。
- 食生活では、オレンジや柚子のママレードが大好物である[8]が、柑橘類が「蜜柑も1コを3食に分けて」食べなければならないほど本人の「おなかに合わない」ため、たまにしか食べることができない[9]。また、アボカドも好物であり、飲食店のメニューで好みのアボカド料理を目にすると必ず注文してしまうほどで、自宅でもトマト等とゴマドレッシングで和えて食する[10]。一方、2007年前半ごろより意識して野菜を多く摂るようにしており[11]、2009年夏の時点では野菜を宅配してもらっていた。その中の葉付き人参の葉を「宝物」として珍重している[12]。
- 常的にメガネを着用しており、2010年時点で4本所有している[13]。
- 「たぶん」一番好きな本は、『あしながおじさん』（ジーン・ウェブスター著）[14]。

## 作品リスト
発表年は掲載誌の号数に準拠。

### 連載・不定期掲載
- オンナになった日（1995年、LaLa） - 単行本全1巻
- 彼氏彼女の事情（1996年 - 2005年、LaLa） - 単行本全21巻、文庫本全10巻
- eensy-weensy モンスター（2006年 - 2007年、LaLa） - 単行本全2巻
- ちょっと江戸まで（2008年 - 2011年、LaLa） - 単行本全6巻
- ヒノコ（2012年[15] - 2017年[16]、LaLa・AneLaLa） - 単行本全8巻
- 十年後、街のどこかで偶然に（2013年[17] - 2015年、AneLaLa） - 単行本全1巻

### 読切
| 作品名                           | 掲載誌                                        | 収録                                             |
| -------------------------------- | --------------------------------------------- | ------------------------------------------------ |
| 会えてよかった                   | 『増刊LaLa ミステリースペシャル』1993年3/10号 | 単行本『オンナになった日』、文庫本『ブスと姫君』 |
| 今は、どこかの空の下で           | 『LaLa』1993年4月号                           | 単行本『オンナになった日』、文庫本『ブスと姫君』 |
| 君がいるから                     | 『LaLa』1993年6月号                           | 単行本『天使の棲む部屋』、文庫本『ブスと姫君』   |
| あした また森であおうね          | 『増刊LaLa SFスペシャル』1993年9/10号         | 単行本『彼氏彼女の事情』第4巻                    |
| ブスと姫君                       | 『LaLa』1994年3月号                           | 単行本・文庫本『ブスと姫君』                     |
| 恋は一秒。                       | 『LaLa DX』1994年4/10号                       | 単行本・文庫本『ブスと姫君』                     |
| あばれる王様                     | 『LaLa DX』1994年7/10号                       | 単行本『彼氏彼女の事情』第8巻                    |
| すきになったひと                 | 『LaLa』1994年8月号                           | 単行本・文庫本『ブスと姫君』                     |
| 18歳                             | 『LaLa』1994年11月号                          | 単行本・文庫本『ブスと姫君』                     |
| トラとカメレオン〜約束は一週間〜 | 『LaLa』1995年2月号                           | 単行本『彼氏彼女の事情』第1巻                    |
| わたしは行かない                 | 『LaLa DX』1995年9/10号                       | 単行本『天使の棲む部屋』                         |
| きまずい関係                     | 『LaLa』1995年10月号                          | 単行本『天使の棲む部屋』、文庫本『ブスと姫君』   |
| 天使の棲む部屋                   | 『LaLa』1995年12月号                          | 単行本『天使の棲む部屋』                         |
| 森の中                           | 『LUNATIC LaLa』1995年WINTER号                | 単行本・文庫本『夢の城』                         |
| わたしは人魚                     | 『LUNATIC LaLa』1996年SUMMER号                | 単行本・文庫本『夢の城』                         |
| 3-BITTER PAIN-                   | 『LaLa』1996年12月号                          | 文庫本『ブスと姫君』                             |
| 夢の城                           | 『LaLa』1998年11月号                          | 単行本・文庫本『夢の城』                         |
| な忘れそ                         | 『LaLa』2000年10月号                          | 単行本『ノスタルジア』、文庫本『夢の城』         |
| 恋愛は、普通                     | 『LaLa』2005年11月号                          | 単行本『ノスタルジア』                           |
| 赤い実                           | 『LaLa DX』2005年11月号                       | 単行本『ノスタルジア』、文庫本『夢の城』         |
| ノスタルジア                     | 『LaLa』2006年1月号                           | 単行本『ノスタルジア』、文庫本『夢の城』         |
| 肩のり神様                       | 『LaLa』2006年5月号                           |                                                  |
| あこがれ                         | 『MELODY』2018年10月号                        |                                                  |
| 犬の國駅                         | 『MELODY』2018年12月号                        |                                                  |
| 後宮花苑                         | 『MELODY』2019年2月号                         |                                                  |

以上、全て白泉社刊